# Penstemon occiduus
Penstemon occiduus är en grobladsväxtart som beskrevs av Richard Myron Straw. Penstemon occiduus ingår i släktet penstemoner, och familjen grobladsväxter. Inga underarter finns listade i Catalogue of Life.